# Patrimonio Nacional

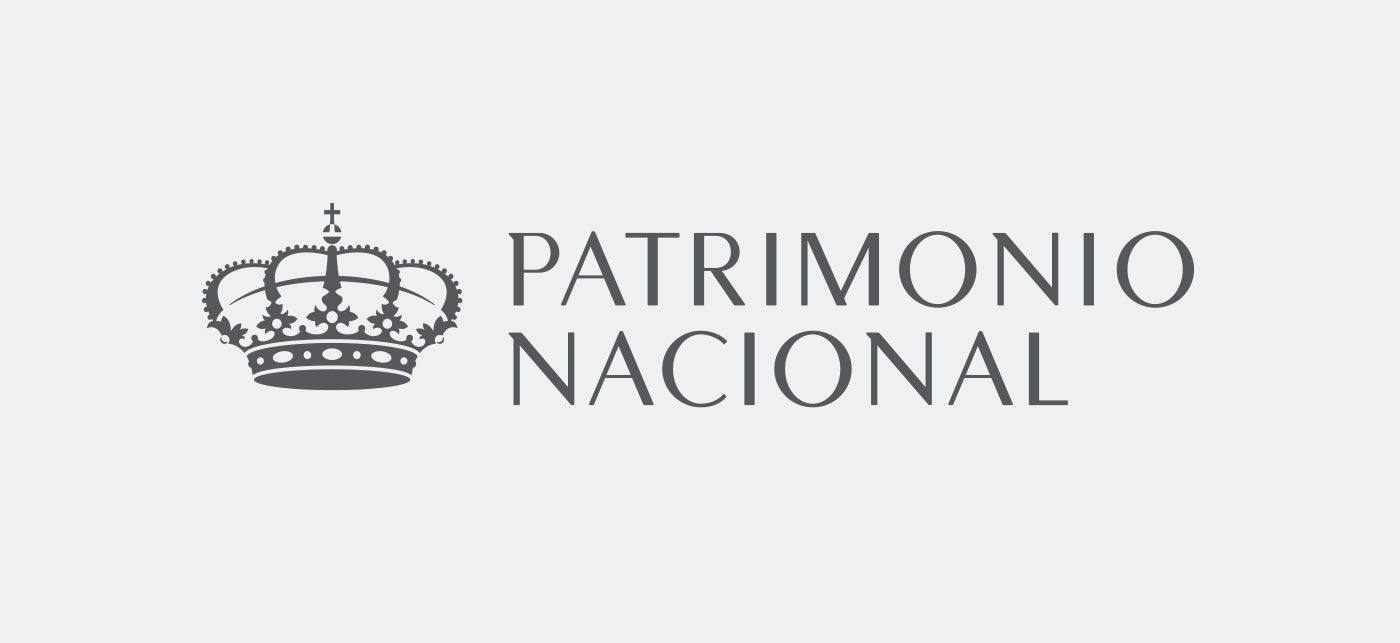
Logo des Patrimonio Nacional

Das Patrimonio Nacional ist eine spanische Behörde, die die Verwaltung der Objekte im Staatsbesitz, die vom König und der königlichen Familie und für Staatszeremonien genutzt werden, zur Aufgabe hat. Die Behörde verwaltet Paläste, Gärten, Klöster und Kirchen und organisiert in ihnen Ausstellungen und Konzerte. Zudem betreut es das Publikationsprogramm zu den königlichen Einrichtungen und Sammlungen. Das Patrimonio Nacional gibt zudem die Zeitschrift Real Sitios heraus.
Der Verwaltungsrat der Behörde besteht nach dem Gesetz 23/1982 aus zehn Mitgliedern, sowie einem Vorsitzenden und einem Manager, die vom König nach Vorschlag des Ministerpräsidenten ernannt werden. Den Vorsitz hat derzeit Nicolás Martínez-Fresno y Pavía inne.

## Einrichtungen
Paläste
- Palacio Real
- Real Sitio de San Lorenzo de El Escorial
- El Pardo
- Palacio de la Zarzuela
- Palacio Real (Aranjuez)
- La Granja de San Ildefonso
- Palacio Real (Riofrio)
- Alcázar von Sevilla
- Palacio Real de La Almudaina

Klöster und Kirchen
- Monasterio de las Descalzas Reales (Madrid)
- Real Monasterio de la Encarnación
- Real Monasterio de Santa Clara de Tordesillas
- Las Huelgas
- Valle de los Caídos
- Convento de San Pascual (Aranjuez)
- Real Monasterio de Santa Isabel
- Colegio de Doncellas de Toledo

Weitere
- Casita del Príncipe (El Escorial)
- Casita del Príncipe (El Pardo)
- Casita del Infante
- Panteón de Hombres Ilustres